# Сатаровский
Сатаровский — хутор в Новоаннинском районе Волгоградской области России. Входит в состав Бочаровского сельского поселения. Население 243 человека (2010).

## География
Расположен в северо-западной части области. Хутор разделен прудом и промзоной на три квартала.
Уличная сеть состоит из восьми географических объектов:
- Квартал: кв-л Промышленный
- Переулок: Луговой пер.
- Улицы: ул. Заречная, ул. Зелёная, ул. Новоселов, ул. Садовая, ул. Степная, ул. Школьная, ул. Юбилейная

Абсолютная высота 136 метров над уровнем моря
.

## Население
| 2010 |
| ---- |
| 243  |

Гендерный состав
По данным Всероссийской переписи населения 2010 года в гендерной структуре населения из 243 человек мужчин — 106, женщин — 137 (43,6 и 56,4 % соответственно).
Национальный состав
Согласно результатам переписи 2002 года, в национальной структуре населения
русские составляли 82 % из общей численности населения в 282 человек

## Инфраструктура
Развитое сельское хозяйство. Личное подсобное хозяйство.
Ведется газификация хутора. Внутрипоселковый газопровод, автономная встроенная газовая котельная здания сельского клуба включены в областную целевую программу «Газификация Волгоградской области на 2013—2017 годы».

## Транспорт
Просёлочные дороги.